# Maasbommel
Maasbommel (51° 49′ N, 5° 32′ L) é uma cidade dos Países Baixos, na província de Guéldria. Maasbommel pertence ao município de West Maas en Waal, e está situada a 7 km, a norte de Oss.
Em 2001, a cidade de Maasbommel tinha 615 habitantes. A área urbana da cidade é de 0.28 km², e tem 255 residências. 
A área de Maasbommel, que também inclui as partes periféricas da cidade, bem como a zona rural circundante, tem uma população estimada em 1320 habitantes.